# Shameeka Fishley
Shameeka Fishley (Leeds, 1993. szeptember 19. –) angol női labdarúgó, a Beşiktaş támadója.

## Pályafutása
A leedsi születésű Fishley labdarúgó karrierjét szülővárosában és Huddersfieldben építette, míg a Chelsea gárdája nem csábította magához 2013-ban. A guildfordi Merrist Wood College-ben edzői diplomát szerzett, amely egy UEFA Pro licences képesítésnek felel meg az Angol labdarúgó-szövetségnél.
2013 és 2017 között a michigani Davenport Egyetem humánerőforrás menedzsment szakán végzett. Játékosként 62 meccsen 32 gólt jegyezhetett fel a Panthersnél.
Az Egyesült Államok után az izlandi Sindri csapatánál kötött ki, majd az olasz AGSM Verona színeiben töltött el egy szezont, idénye végén pedig visszatért Izlandra, az ÍBV Vestmannaeyjar együtteséhez.
2018 augusztusában került a Sassuolóhoz, de 7 meccsen szerzett 1 találatával nem sikerült beverekednie magát a zöld-feketékhez, így a nyári szezonban újra Reykjavíkba tette át székhelyét, a Stjarnan csapatához csatlakozva.
Újabb kihívást keresve fogadta el a Logroño invitálását 2020-ban, 7 góltalan mérkőzés után azonban a távozás mellett döntött és a török Fenerbahçe együtteséhez szerződött egy évre. Bemutatkozása során a Galatasaray elleni rangadón mesterhármassal kápráztatta el új csapatát, a szezon hátralévő részében pedig százszázalékos mutatóval (23 meccsen lőtt 23 góljával) búcsúzott a sárga-kékektől. 
A Ferencváros 2022. júliusában jelentette be szerződtetését. Góllal debütált a zöld-fehéreknél és 11 bajnoki fellépése mellett 1 kupamérkőzésen is pályára lépett, mely találkozókon 10 találatot szerzett.
2023. január 27-én, a téli átigazolási időszakban a Bordeaux együtteséhez távozott.